# El abrevadero de las bestias
El abrevadero de las bestias es una novela del escritor Robertti Gamarra publicada en 2014. La obra se enmarca en el género de ficción contemporánea con un fuerte componente social y político, abordando temas como la violencia, el terrorismo y las secuelas emocionales de los atentados. 

## Argumento
La historia se desarrolla en un contexto marcado por un atentado en Madrid, que transforma la vida de varios personajes. A través de diversas voces narrativas, la novela explora el impacto del terrorismo en la sociedad, las relaciones humanas y las luchas personales de quienes han sido afectados. La acción se centra en El abrevadero de las bestias, un bar emblemático donde convergen historias de resistencia, desesperación y venganza. 

## Sinopsis
La novela sigue a Emilien, una joven atrapada en la confusión y el caos tras un atentado en un tren. Mientras lucha por sobrevivir, se entrelazan las vidas de personajes como Jorge, un hombre atormentado por la culpa; Chuchi López, el dueño de El abrevadero de las bestias; y Mohamed, un joven radicalizado. El bar se convierte en el escenario donde se discuten y confrontan las tensiones sociales post-atentado, reflejando el miedo, la rabia y la xenofobia latente en la sociedad.

## Personajes principales
- Emilien: Joven valiente y decidida que sobrevive al atentado, pero queda marcada tanto física como emocionalmente. Su historia es un reflejo del trauma y la lucha por la recuperación, mientras intenta reconstruir su vida en un mundo que ya no reconoce.
- Jorge Murillo: Un hombre de mediana edad que se debate entre la culpa y la redención. Se encontraba en el tren atacado y carga con el peso de decisiones que podrían haber cambiado el destino de algunas víctimas. Su arco narrativo es el de una persona que busca expiar sus errores y encontrar paz en medio del caos.
- Chuchi López: Dueño del bar El abrevadero de las bestias, un personaje carismático y cínico que funciona como observador de la sociedad que lo rodea. Su establecimiento se convierte en un refugio donde los personajes cruzan sus caminos y exponen sus conflictos internos.
- Mohamed: Joven con un pasado de sufrimiento y marginación que, influenciado por ideologías extremistas, toma decisiones que lo llevan por un camino sin retorno. Su historia ilustra la radicalización, el desarraigo y el peligro de la manipulación ideológica.
- Said: Hermano de un joven agredido tras el atentado, quien enfrenta la hostilidad social y la sospecha injusta solo por su origen. Su historia resalta la discriminación y el miedo al diferente en tiempos de crisis.
- Mikel: Personaje con un pasado turbulento, que carga con secretos y remordimientos. Es testigo de la tragedia y se ve obligado a replantearse su vida. Su relación con otros personajes lo convierte en un hilo conductor de las distintas narrativas que se desarrollan en la novela.

## Temas principales
- Terrorismo y sus consecuencias: La novela explora el impacto de los atentados en la vida cotidiana y en la percepción de la seguridad.
- Xenofobia y prejuicio: Se retrata el rechazo y la discriminación hacia los inmigrantes tras los ataques.
- Crisis de identidad: Muchos personajes enfrentan dilemas sobre su lugar en el mundo y su sentido de pertenencia.
- Memoria y trauma: La obra aborda el duelo y la incapacidad de algunos personajes para superar el pasado.

## Contexto y recepción
La novela se sitúa en un contexto inspirado en los atentados del 11 de marzo de 2004 en Madrid, aunque no los menciona explícitamente. A través de una narrativa fragmentada y coral, el autor construye un retrato psicológico y social de la España de principios del siglo XXI. 
A pesar de no haber alcanzado un amplio reconocimiento mediático, El abrevadero de las bestias ha sido valorado por su profundidad psicológica y su enfoque en los conflictos humanos en situaciones extremas. 

## Historias relacionadas
La novela se puede relacionar con otras obras de ficción que abordan el terrorismo y sus consecuencias, como:
- Los girasoles ciegos de Alberto Méndez (por su exploración del trauma y la memoria histórica).
- El lápiz del carpintero de Manuel Rivas (por su enfoque en las heridas emocionales de la violencia).
- Sábado de Ian McEwan (por su tratamiento del miedo y la paranoia en la sociedad contemporánea).